# Friedrich Albin Hoffmann
Friedrich Albin Hoffmann (Ruhrort, 13 novembre 1843 – Lipsia, 13 novembre 1924) è stato un medico tedesco.

## Biografia
Ha studiato medicina a Würzburg, Tubinga e Berlino, e dopo la laurea (1868), è diventato assistente di Friedrich Theodor von Frerichs (1819-1885) nella Prima Clinica Medica presso l'Università di Berlino. Nel 1872 ottenne l'abilitazione per la patologia e terapia (medicina interna), e dal 1874 è stato professore di medicina interna presso l'Università di Tartu. Dal 1886 al 1920 ha lavorato come professore di medicina interna e direttore del policlinico dell'Università di Lipsia.
Era considerato un eccellente diagnosta, si era dedicato alla ricerca istologica, nel campo della medicina interna. Il suo desiderio era quello di curare le malattie dei bronchi e mediastino.
Con Paul Langerhans (1847-1888), ha studiato la "memorizzazione intravitale" di cinabro, iniettato per via endovenosa, in animali da laboratorio. I due scienziati hanno dimostrato che il cinabro conteneva globuli bianchi, e non globuli rossi. Essi hanno inoltre rilevato l'accumulo di cinabro in cellule del midollo osseo, nel tessuto connettivo del fegato e del sistema capillare. Questi risultati sono stati parte della ricerca di Karl Aschoff del sistema reticoloendoteliale.

## Pubblicazioni principali
- Ueber Contractilitätsvorgänge im vorderen Epithelium der Froschhornhaut, Berlin 1868.
- Experimental-Studien über Diabetes, Berlin 1874. (con Carl Alfred Bock)
- Betrachtungen über absolute Milchdiät, Berlin 1884
- Lehrbuch der Constitutionskrankheiten, Stuttgart 1893.
- Erkrankungen des Mediastinums, Vienna 1896.
- Die Reichsversicherungsordnung nach der Vorlesung über soziale Medizin für Juristen und Ärzte, Leipzig 1921.[1]